# Пазовський Арій Мойсейович
А́рій Мойсе́йович Пазо́вський  (*21 січня (2 лютого) 1887, Перм, — †6 січня 1953, Москва) — російський та український диригент.
У 1904 закінчив Петербурзьку консерваторію по класу скрипки в Л.Ауера (займався також у П. А. Краснокутського). Як диригент дебютував у 1905 в Пермському оперному театрі. Працював у оперних театрах Казані, Саратова, Харкова, Одеси, Києва, в московському Оперному театрі Зіміна, в Петроградському народному домі та інших.
У 1936—1943 художній керівник Ленінградського театру опери та балету ім. Кірова, де взяв участь у постановці опер: «Броненосець Потьомкін» Чишка (1937), «Іван Сусанін» («Життя за царя») Глінки (1939), «Чародійка» Чайковського (1941), «Омелян Пугачов» Коваля (1942) та інших. У 1923—1928 (з перервою) диригент, у 1943—1948 художній керівник Великого театру. Брав участь у постановці опер: «Фауст» Гуно (1924), «Валькірія» Вагнера (1925), «Борис Годунов» Мусоргського (1927), «Іван Сусанін» («Життя за царя») та інших.
Державна премія СРСР (1941, 1942, 1943). Нагороджений орденами та медалями СРСР. Народний артист СРСР (1940).